# (200073) 2190 T-2
(200073) 2190 T-2 es un asteroide perteneciente a asteroides que cruzan la órbita de Marte, descubierto el 29 de septiembre de 1973 por Cornelis Johannes van Houten en conjunto a su esposa también astrónoma Ingrid van Houten-Groeneveld y el astrónomo Tom Gehrels desde el Observatorio del Monte Palomar, Estados Unidos.

## Designación y nombre
Designado provisionalmente como 2190 T-2.

## Características orbitales
2190 T-2 está situado a una distancia media del Sol de 2,298 ua, pudiendo alejarse hasta 2,939 ua y acercarse hasta 1,658 ua. Su excentricidad es 0,278 y la inclinación orbital 7,001 grados. Emplea 1272,98 días en completar una órbita alrededor del Sol.

## Características físicas
La magnitud absoluta de 2190 T-2 es 16,8.